# Ratutjärnen
Ratutjärnen är en sjö i Robertsfors kommun i Västerbotten och ingår i Dalkarlsån-Sävaråns kustområde. Sjön har en area på 0,0543 kvadratkilometer och ligger 96,1 meter över havet. Sjön avvattnas av vattendraget Ratuån.

## Delavrinningsområde
Ratutjärnen ingår i det delavrinningsområde (711360-173566) som SMHI kallar för Inloppet i Ösjön. Medelhöjden är 80 meter över havet och ytan är 19,17 kvadratkilometer. Det finns inga avrinningsområden uppströms utan avrinningsområdet är högsta punkten. Avrinningsområdets utflöde Ratuån mynnar i havet. Avrinningsområdet består mestadels av skog (61 procent) och sankmarker (34 procent). Avrinningsområdet har 0,05 kvadratkilometer vattenytor vilket ger det en sjöprocent på 0,3 procent.